# 프래 공항
프래 공항(태국어: ท่าอากาศยานแพร่, 영어: Phrae Airport, IATA: PRH, ICAO: VTCP)은 태국 프래주의 항공 서비스를 제공하는 공항이다. 

## 항공사 및 목적지
| 항공사 | 목적지 |
| ------ | ------ |
| 녹에어 | 돈므앙 |